# Fabrizio Angileri
Fabrizio Germán Angileri (nascut el 15 de març de 1994) és un futbolista professional argentí que juga com a lateral esquerre al Corinthians brasiler.

## Carrera de club

### Primers anys
Angileri es va incorporar al club local Escuela Deportiva Junín als sis anys, però poc després es va incorporar al San Martín de Mendoza. Als 12 anys, es va traslladar a Buenos Aires i es va incorporar a les files del club de Primera Divisió Boca Juniors. Després de dos anys, es va traslladar de nou a San Martín de Mendoza, on va romandre fins que va signar amb Godoy Cruz quan tenia 17 anys

### Godoy Cruz
Amb el seu ídol Martín Palermo com a entrenador, Angileri va debutar professionalment a primera divisió durant un enfrontament contra el Club Atlético All Boys el 9 de febrer de 2013. Va ser substitut al minut 63 durant l'empat 1-1, substituint Gonzalo Castellani. En les seves tres primeres temporades ( 2012-13, 2013-14 i 2014 ), només va fer 15 aparicions. Fins i tot va ser convocat a l'equip de reserva durant part de la temporada 2014, marcant 18 gols mentre jugava com a davanter.
Gabriel Heinze, entrenador de l'època, va començar a reconèixer-lo com el jugador més millorat del club. El seu substitut, Daniel Oldrá, el va posar finalment a la rotació titular durant la temporada 2015. Aquell any va fer 15 aparicions, totes menys dues com a titular. També va marcar el seu primer gol de la seva carrera el 4 d'octubre en una victòria per 3-0 sobre Temperley, i va afegir un al partit següent contra l'Atlètic Rafaela.

### River Plate
El març de 2019, es va incorporar a River Plate en préstec fins al desembre de 2019.

### Getafe
El 14 de juliol de 2022, Angileri va fitxar pel Getafe CF de la Lliga amb un contracte de quatre anys. El 27 de febrer de 2025, després de no jugar en tota la temporada 2024–25, va rescindir el vincle amb el club.